# Abdul-Basit Agouda
Abdul-Basit Ouro Agouda (Oslo, 26 de mayo de 1999) es un futbolista noruego de ascendencia ghanesa que juega para Strømmen.

## Carrera
Anteriormente ha jugado para los clubes de Oslo Grüner y Skeid. También ha realizado pruebas con el club italiano Udinese Calcio y el club inglés Fulham FC.
El 3 de diciembre de 2015, firmó un contrato por dos años con Strømsgodset.El 24 de enero de 2019, firmó un contrato con KFUM-Kameratene Oslo.
El 27 de mayo de 2021, Agouda volvió a firmar con su club anterior, Skeid.